# Artvin (province)
Pour la ville, voir Artvin.
La province d'Artvin (en turc : Artvin ; en géorgien et laze : ართვინი "Art'vini") est une des 81 provinces (en turc : il, au singulier, et iller au pluriel) de la Turquie.
Sa préfecture (en turc : valiliği) se trouve dans la ville éponyme d'Artvin.

## Géographie
Sa superficie est de 7 436 km2.

## Population
Au recensement de 2000, la province était peuplée de 191 934 habitants, soit une densité de population de 26 hab./km2.

## Histoire
La région appartenait à la Géorgie jusqu'en 1921, date à laquelle le traité de Kars fut signé entre la Turquie et l'Union soviétique, faisant perdre à la Géorgie sa région historique, la Tao-Klardjetieen, comprenant de nombreux monuments culturels géorgiens importants datant du Moyen Âge dont beaucoup sont préservés sous forme de ruines.
Plusieurs monuments de l'architecture géorgienne médiévale - églises, monastères, ponts et châteaux abandonnés ou convertis - sont disséminés dans la région.
| 2000    | 2001    | 2002    | 2003    | 2004    | 2005    | 2006    | 2007    | 2008    |
| ------- | ------- | ------- | ------- | ------- | ------- | ------- | ------- | ------- |
| 167 909 | 168 184 | 168 215 | 168 164 | 168 153 | 168 164 | 168 170 | 168 092 | 166 584 |

| 2009    | 2010    | 2011    | 2012    | 2013    | 2014    | 2015    | 2016    | 2017    |
| ------- | ------- | ------- | ------- | ------- | ------- | ------- | ------- | ------- |
| 165 580 | 164 759 | 166 394 | 167 082 | 169 334 | 169 674 | 168 370 | 168 068 | 166 143 |

| 2018    | 2019    | 2020    | 2021    | 2022    | 2023    | - | - | - |
| ------- | ------- | ------- | ------- | ------- | ------- | - | - | - |
| 174 010 | 170 875 | 169 501 | 169 543 | 169 403 | 172 356 | - | - | - |

## Administration
La province est administrée par un préfet (en turc : vali).

## Subdivisions
La province est divisée en huit arrondissements (en turc : ilçe, au singulier).